# 赤田法生
赤田 法生（あかだ のりき、1999年10月4日 - ）は、広島県出身のサッカー選手。ポジションはMF。

## クラブ歴
銀河学院高校から東海大学に進学した。
2022年夏にアルメニア2部のアルメニア・ファーストリーグ所属のFCミカで選手になり、8月3日の第1節で同夏加入の福山隼太とともに全国リーグ初出場を記録したが、7-0の惨敗を喫した。半年で退団した。
2023年6月にトゥブ・アザルガヌウドFCに加入した。同年9月にトライアルを経てリーガ2のPSDSドゥリ・スルダンに完全移籍した。
2024年7月にリーガ1のマドゥラ・ユナイテッドFCに完全移籍した。